# In Orbit Vol. 1
In Orbit Vol. 1 – szósty album koncertowy The Skatalites, jamajskiej grupy muzycznej wykonującej ska.
Płyta została wydana 13 marca 2006 roku przez niemiecką wytwórnię Grover Records (na płycie winylowej ukazała się nakładem należącego do niej oddziału Vinyl Only Records). Znalazło się na niej nagranie z koncertu zespołu w Teatro Armenio w Buenos Aires, który odbył się w nocy z 24 na 25 września 2005 roku. Produkcją nagrań zajął się Tom Waltz.

## Lista utworów
1. "Intro"
2. "Freedom Sounds"
3. "James Bond Theme"
4. "Eastern Standard Time"
5. "El Pussycat"
6. "Guns Of Navarone"
7. "Sugar, Sugar"
8. "Adorable You"
9. "Can't You See"
10. "You're Wondering Now"
11. "Real Rock / Rockfort Rock Medley"
12. "Musical Communion"
13. "Latin Goes Ska"
14. "Ball Of Fire"
15. "Phoenix City"

## Muzycy
- Karl "Cannonball" Bryan - saksofon tenorowy
- Lester "Ska" Sterling - saksofon altowy
- Lloyd Knibb - perkusja
- Vin "Don Drummond Jr" Gordon - puzon
- Kevin Batchelor - trąbka
- Devon James - gitara
- Val Douglas - gitara basowa
- Ken Stewart - keyboard
- Doreen Shaffer - wokal